# Samuel Wendell Williston

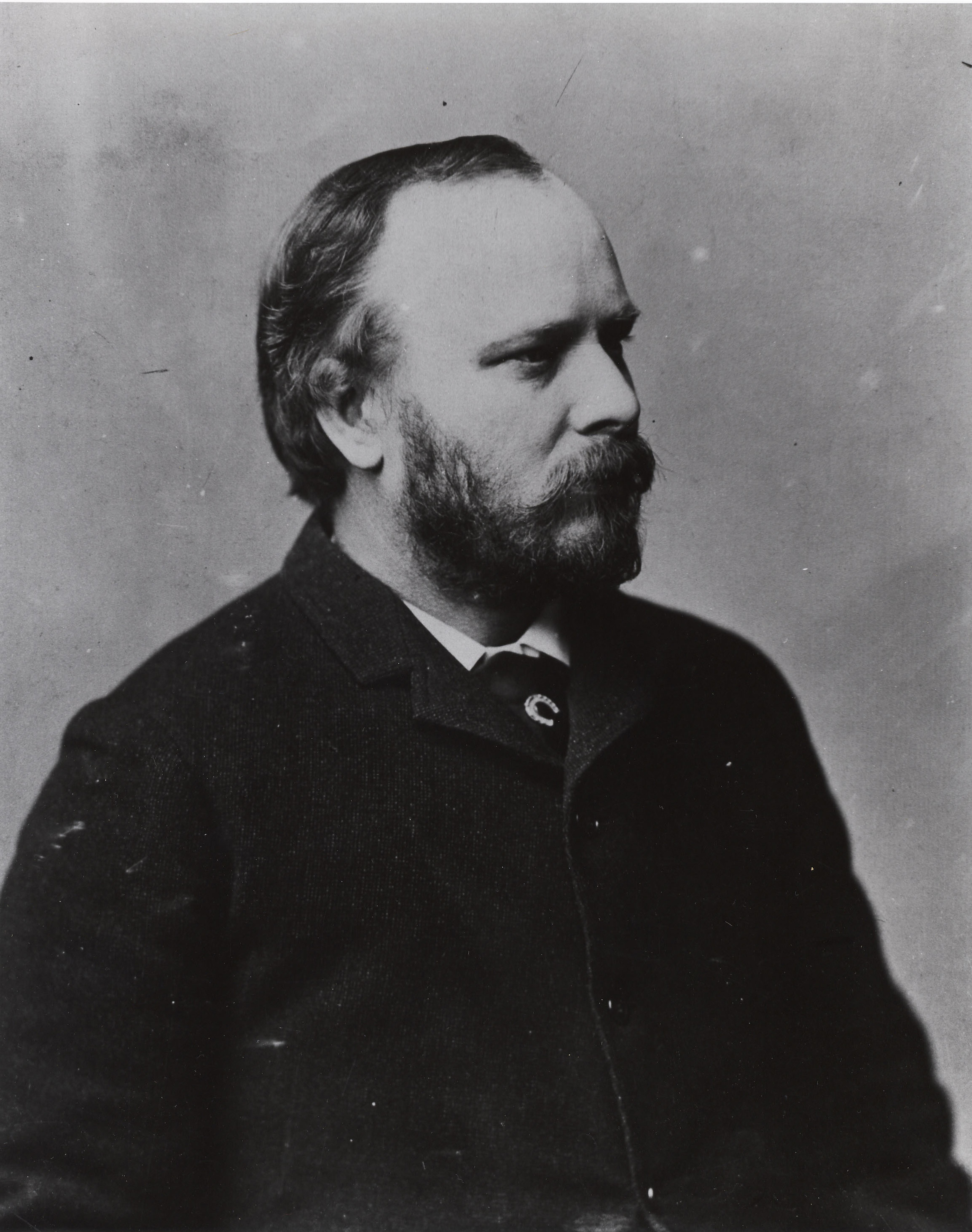
Samuel Wendell Williston, ca. 1890er Jahre

Samuel Wendell Williston (* 10. Juli 1852 in Boston, Massachusetts; † 30. August 1918 in Chicago) war ein US-amerikanischer Paläontologe, Entomologe, Geologe und Illustrator. Er stellte als erster die These auf, dass Vögel ihr Flugvermögen am Boden aus dem Laufen entwickelt haben und nicht aus dem Springen von Ast zu Ast. Seine fossilen Funde illustrierte er sorgfältig.

## Leben und Wirken

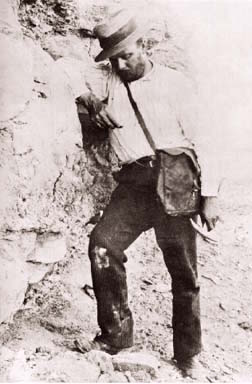
Samuel Wendell Williston, 1891

Samuel Wendell Williston war der Sohn von Samuel Williston und Jane Augusta, geb. Turner. 1857 zog die Familie nach Manhattan, Kansas. Er studierte am Kansas State Agricultural College (heutige Kansas State University) und schloss sein Studium 1872 mit dem Bachelor of Science ab.
Von 1876 bis 1885 war er als Assistent bei dem US-amerikanischen Paläontologen Othniel Charles Marsh am Peabody Museum für Naturgeschichte an der Yale University tätig. Im Auftrag von Marsh und unter der Leitung von Benjamin Franklin Mudge (1817–1879) unternahm er 1874 seine erste Expedition auf der Suche nach Fossilien. Mit Mudge zusammen entdeckte er 1878 bei einer weiteren Expedition die Dinosauriergattungen Allosaurus und Diplodocus.
Von 1886 bis 1890 war er Professor für Anatomie an der Yale-Universität und danach bis 1902 Professor für Geologie und Paläontologie an der University of Kansas. Zu seinen akademischen Schülern gehörten unter anderem Barnum Brown, Ermine Cowles Case und Clarence Erwin McClung. Von 1902 bis zu seinem Tod 1918 war er als Professor für Paläontologie an der University of Chicago tätig.
Neben seiner Lehrtätigkeit war er Mitglied bei der Geological Society of America, der American Academy of Arts and Sciences (1915) und der National Academy of Sciences (1915), Korrespondent für die London Geological and Zoological societies, Präsident der Kansas Academy of Science und ab 1903 Präsident der Society of Vertebrate Paleontology.

## Veröffentlichungen

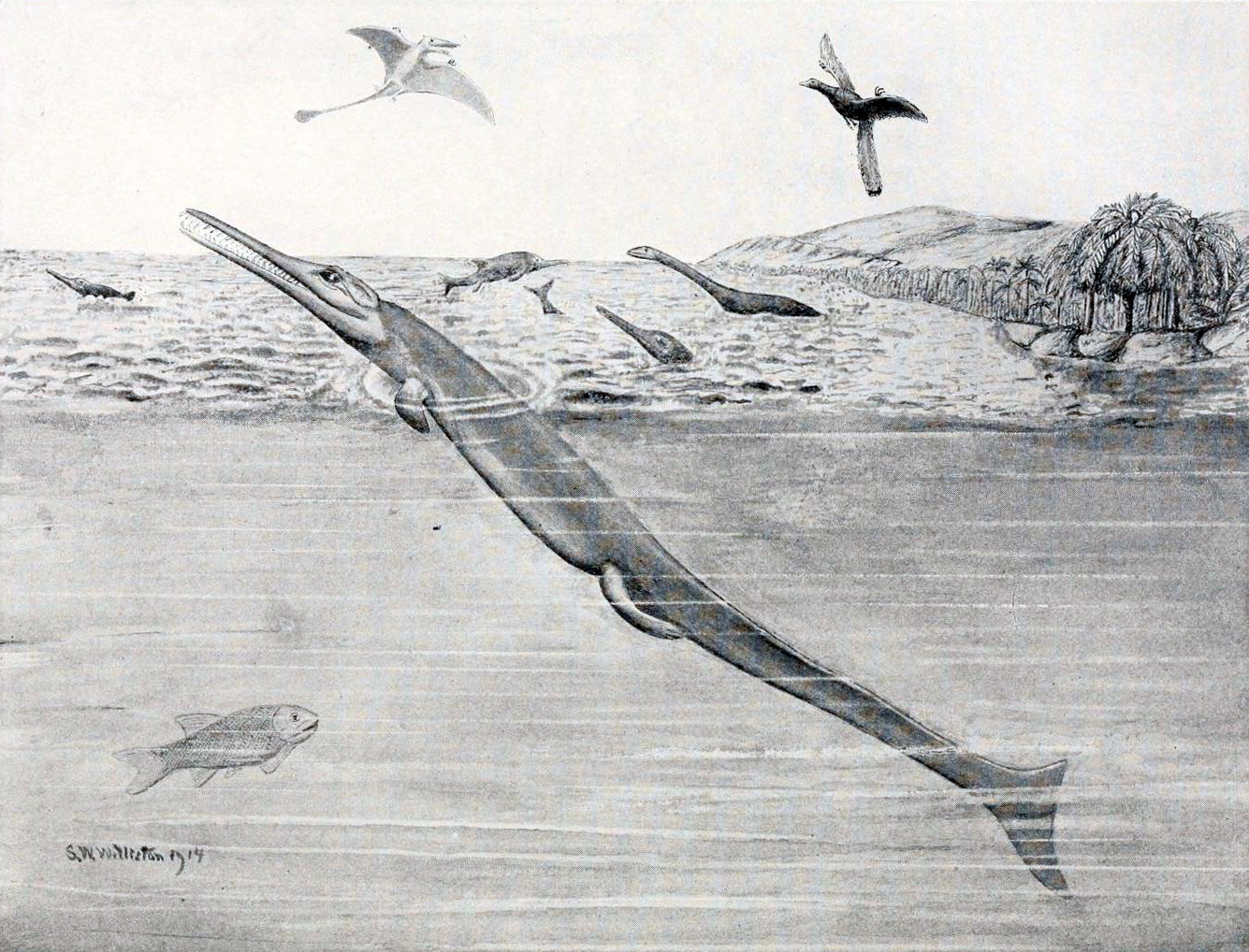
Von Williston angefertigte Lebendrekonstruktion von Cricosaurus

Das Werkverzeichnis von Samuel Wendell Williston umfasst etwa 250 wissenschaftliche Arbeiten. Eine Auswahl:
- Synopsis of the Families and Genera of North American Diptera. 1888.
- Restoration of Dolichorhynchops osborni: A new cretaceous plesiosaur. 1902.
- North American Plesiosaurs: Elasmosaurus, Cimoliasaurus, and Polycotylus. 1906.
- The Skull of Brachauchenius: With Observations on the Relationships of the plesiosaurs. 1907.
- American Permian Vertebrates. 1911.
- Water Reptiles of the Past and Present. 1914.
- Ogmodirus martinii, a new plesiosaur from the cretaceous of Kansas. 1917.
- The Osteology of the Reptiles. 1925.
- Elasmosaurid plesiosaurs with description of new material from California and Colorado. 1943.

## Belege